# Iowa zászlaja
A francia trikolór a Louisianai vásárlás-egyezmény előtti Franciaországhoz fűződő kapcsolatokra utal. A fehérfejű rétisas az Unióhoz való hűséget jelzi; a sas csőrében szalagot tart, amelyen az állam mottója olvasható: „Szabadságunkat megbecsüljük, jogainkhoz ragaszkodunk”.